# Невербальна комунікація
Неверба́льна комуніка́ція або неверба́льне спілкува́ння — вид спілкування, для якого характерне використання невербальної (безсловесної) поведінки та невербальних комунікацій як головного засобу передачі інформації, організації взаємодії, формування образу, думки про співрозмовника, здійснення впливу на іншу людину.
До таких засобів належить система знаків, які відрізняються мовними способами та формою їх виявлення. У процесі взаємодії вербальні й невербальні засоби можуть підсилювати або послаблювати дію один на одного. Мова невербального спілкування є мовою не лише жестів, а й почуттів. Люди використовують для комунікативного зв'язку цілу низку невербальних засобів: погляди, міміку, пози, жести тощо. Невербальна комунікація використовуюється у політиці, освіті, міжособистісній комунікації, в бізнесі, переговорах та медіації . У медіації ці невербальні сигнали набувають особливого значення, оскільки можуть виражати емоції, рівень довіри та приховані наміри сторін. Медіатор уважно спостерігає за ними, щоб краще розуміти учасників конфлікту та сприяти ефективному діалогу.
Спілкуючись, люди неоднаково реагують на невербальні сигнали: одні чутливі до них, інші — або не обізнані з цією сферою комунікації, або не мають досвіду фіксації та розшифрування знаків невербальної комунікації. Невербальне, як і мовне, передбачає зворотний зв'язок. Позитивний невербальний зворотний зв'язок сприятливо впливає на взаємини між співрозмовниками, а негативний супроводжує або породжує деструктивні взаємини. Партнер, який роздратовано відповідає на запитання співрозмовника, подає негативні сигнали.
При безпосередньому спілкуванні важливим засобом є також мова міміки та жестів, яка не тільки доповнює та збагачує, індивідуалізує звичайну мову, але інколи, наприклад, при спілкуванні глухонімих людей, й замінює її. Відомо, що одне й те саме слово, наприклад привітання, може бути вимовлене з безліччю найрізноманітніших відтінків, які передаються з допомогою міміки, жестів, інтонацій і відображають найтонші переливи людських настроїв і почуттів.